# Junior Reid
Delroy "Junior" Reid (Kingston, Jamaica; 6 de junio de 1963) es un músico jamaicano de reggae y dancehall, más conocido por las canciones "One Blood" y "This is why im hot", además de ser el hombre que sustituyó a Michael Rose como vocalista de Black Uhuru.

## Biografía
Reid nació en la zona de Tower Hill en Kingston, y tuvo una infancia difícil en el distrito de la ciudad, Waterhouse, famoso por ser uno de los lugares más peligrosos en Jamaica. Fue allí, en los políticamente turbulentos fines de los 70 que grabó su primer sencillo "Speak the Truth" a la edad de 13 para el difunto Hugh Mundell, lanzado en Jamaica en el sello Rockers International de Augustus Pablo, y popular como un sencillo importado en el Reino Unido. El Sello de UK Greensleeves Records siguió con 'Know Myself' en 1981. A continuación, pasó a formar su propia banda, la Voice of Progress, y después de colocar localmente con éxito "Mini-Bus Driver", el grupo obtuvo un éxito local con un álbum del mismo nombre.
A principios de los años 80, por encargo del gran Sugar Minott grabó una serie de canciones para el sello Minott's Youth Promotion, disfrutando de gran popularidad con canciones como "Human Nature", "Lover A1", y el perenne "Foreign Mind", una declaración edificante y orgullosa que se convirtió en un himno para la juventud del ghetto a quien Reid defendió cada vez más. Junior Reid llevó su talento al estudio de King Jammy en St. Lucia, donde su acelerado éxito alcanzó aun otro nivel. "Boom Shacka Lacka" fue su primer hit del Reino Unido y llevado a otro álbum excepcional. Después de un buen número de sencillos - que incluía "Youthman", "Bank Clerk", "Sufferation", "Give Thanks and Praises" y "Move Higgler" - su oportunidad de una audiencia internacional más amplia llegó con la oferta de la sustitución por Michael Rose en Black Uhuru. Siempre había sido un fuerte seguidor de Black Uhuru, y con un estilo vocal similar, Reid ocupará lugar de Rose. La colaboración en su primer álbum con Black Uhuru, el nominado al Grammy "Brutal", en 1986, fue bien recibida por todos. Dos años y dos álbumes más tarde, el interés de Junior para producir material para sí mismo y el deseo de recuperar su popularidad interna lo llevó de vuelta al ruedo en solitario y nuevamente al estudio de King Jammy, así como la creación de su propio sello JR Productions. Reid tuvo un hit número 21 en el Reino Unido en 1988 con la colaboración con Coldcut, "Stop This Crazy Thing". Tuvo un éxito aún mayor en 1990, con "I'm free", grabado con The Soup Dragons alcanzando el número 5. Mientras tanto, "One Blood" de 1989 lo vio restablecido a la vanguardia de la escena reggae.

### Trabajo de producción
Como productor, Reid tiene su propia compañía de producción: JR Productions. Produjo gran parte del segundo álbum de Show, Murder Love, lanzado en 1995. Reid ha colaborado y producido para el artista de dancehall, Ninjaman, en muchas ocasiones desde principios de los 90. También ha producido para Junior Demus, Dennis Brown y Gregory Isaacs. También abrió su propio estudio de grabación.

### Trabajo reciente
Sus voces se han utilizado en la escena hip hop, que debutó por primera vez como una muestra de la canción "One Blood under W" del álbum "The W" del histórico grupo neoyorquino, Wu-Tang Clan, que fue lanzado el 21 de noviembre de 2000. En 2006, colaboró con el rapero de Compton, The Game en "I'ts Okay (One Blood)"; La canción también contiene samplers del tema original de Reid "One Blood".
Reid apareció en el remix de Mims Blackout '"Es por eso que estoy caliente" de su álbum debut MIMS (La música es mi Salvador). Este fue uno de los remixes más populares realizadas en 2007. Hace poco hizo una canción con Jim Jones, Max B y Mel Matrix llamado "What A Gwan", que cuenta con una muestra de Barrington Levy "Roses Negro". Reid es el álbum de Fabolous De Nothin 'to Somethin' en la canción "Gangsta No Tocar" y ha colaborado con Fat Joe en la pista "más dinero". Recientemente apareció en el remix de la canción Smitty "Died In Your Arms" también con Rick Ross y T-Pain. A finales de 2007 se presentó en el "Freedom Concert" en Port Harcourt, Nigeria y también grabó la versión remix de "Libre" con los Indispensibles, un dúo de hip hop nigeriano. Reid fue también orgullosamente presentado en la canción "Fire" de San Francisco, DJ y 2007 deep house productor Miguel Migs "álbum" esas cosas ".
El 18 de noviembre de 2007, Reid realizó junto a Alicia Keys en los American Music Awards 2007. Reid también se ofrece en una versión remix de Alicia Keys single "No One". También hizo una canción con Lil Wayne llamado "Ghetto Rock jóvenes". En 2008, Reid apareció en la canción Bun B "If It Was Up II Me" de su álbum II Trill.
Junior Reid ha estado trabajando en su nuevo álbum que será comunicados en 2009 titulado The Living Legend con el artista aparece como Lil Wayne, Fat Joe, Cool y Dre, Snoop Dogg y más.
En 2011, Junior Reid se unió con Ludacris, T-Pain, Busta Rhymes, Mavado, Bun B, Game, Twista, Jadakiss, Waka Flocka Flame, Fat Joe, Ace Hood & Birdman en el remix de Dj Khaled Welcome To My Hood. Welcome To My Hood (Featuring Rick Ross, Lil Wayne & Plies) es el primer sencillo del quinto álbum de estudio de Dj Khaled We The Best Forever.

## Discografía

### Álbumes
- One Sufferation (10" vinyl) (1980)
- Boom-Shack-A-Lack (1985) Greensleeves
- Original Foreign Mind (1985)
- One Blood (1990, re-released in 1992) Big Life/Mercury
- Progress (1990)
- Long Road (1991) Cohiba
- Big Timer (1993) VP
- Visa (1994) Greensleeves
- Junior Reid & The Bloods (1995) RAS
- Showers Of Blessings (1995)
- Listen To The Voices (1996) RAS
- RAS Portraits (1997) RAS
- Big Timer (2000)
- Emmanuel Calling (2000) JR Productions y One Blood Music, Jamaica.
- Rasta Government (2003) Penitentiary
- Double Top (2005) Tamoki Wambesi (con Cornell Campbell)
- Firehouse Clash (con Don Carlos)
- Live in Berkeley (2007) 2B1

### Con Voice of Progress
- Mini Bus Driver (1982)

### Con Black Uhuru
- Brutal (1986)
- Positive (1987)